# Have a Ball
Have a Ball — дебютный альбом группы Me First and the Gimme Gimmes, выпущенный в 1997 году. Альбом целиком состоит из каверов на хиты 1960-х и 1970-х, за исключением песни «Uptown Girl» Билли Джоэла, выпущенной в 1983 году.

## Список композиций
| №   | Название                              | Автор(ы)                            | Длительность |
| --- | ------------------------------------- | ----------------------------------- | ------------ |
| 1.  | «Danny's Song»                        | Кенни Логгинс                       | 2:10         |
| 2.  | «Leaving on a Jet Plane»              | Джон Денвер                         | 2:32         |
| 3.  | «Me and Julio Down By the Schoolyard» | Пол Саймон                          | 2:42         |
| 4.  | «One Tin Soldier»                     | Дэннис Ламберт, Брайан Поттер       | 2:01         |
| 5.  | «Uptown Girl»                         | Билли Джоэл                         | 2:22         |
| 6.  | «I Am a Rock»                         | Пол Саймон                          | 2:04         |
| 7.  | «Sweet Caroline»                      | Нил Даймонд                         | 2:53         |
| 8.  | «Seasons in the Sun»                  | Жак Брель                           | 2:27         |
| 9.  | «Fire and Rain»                       | Джеймс Тейлор                       | 1:24         |
| 10. | «Nobody Does It Better»               | Carole Bayer Sager, Marvin Hamlisch | 2:28         |
| 11. | «Mandy»                               | Scott English, Richard Kerr         | 2:27         |
| 12. | «Rocket Man»                          | Элтон Джон, Берни Топин             | 3:15         |